# Commune de Vaivara
La commune de Vaivara est une Commune rurale dans le comté de Viru-Est au nord de l'Estonie. Elle a 1173 habitants(01.01.2012) et a une superficie de 398 km2.

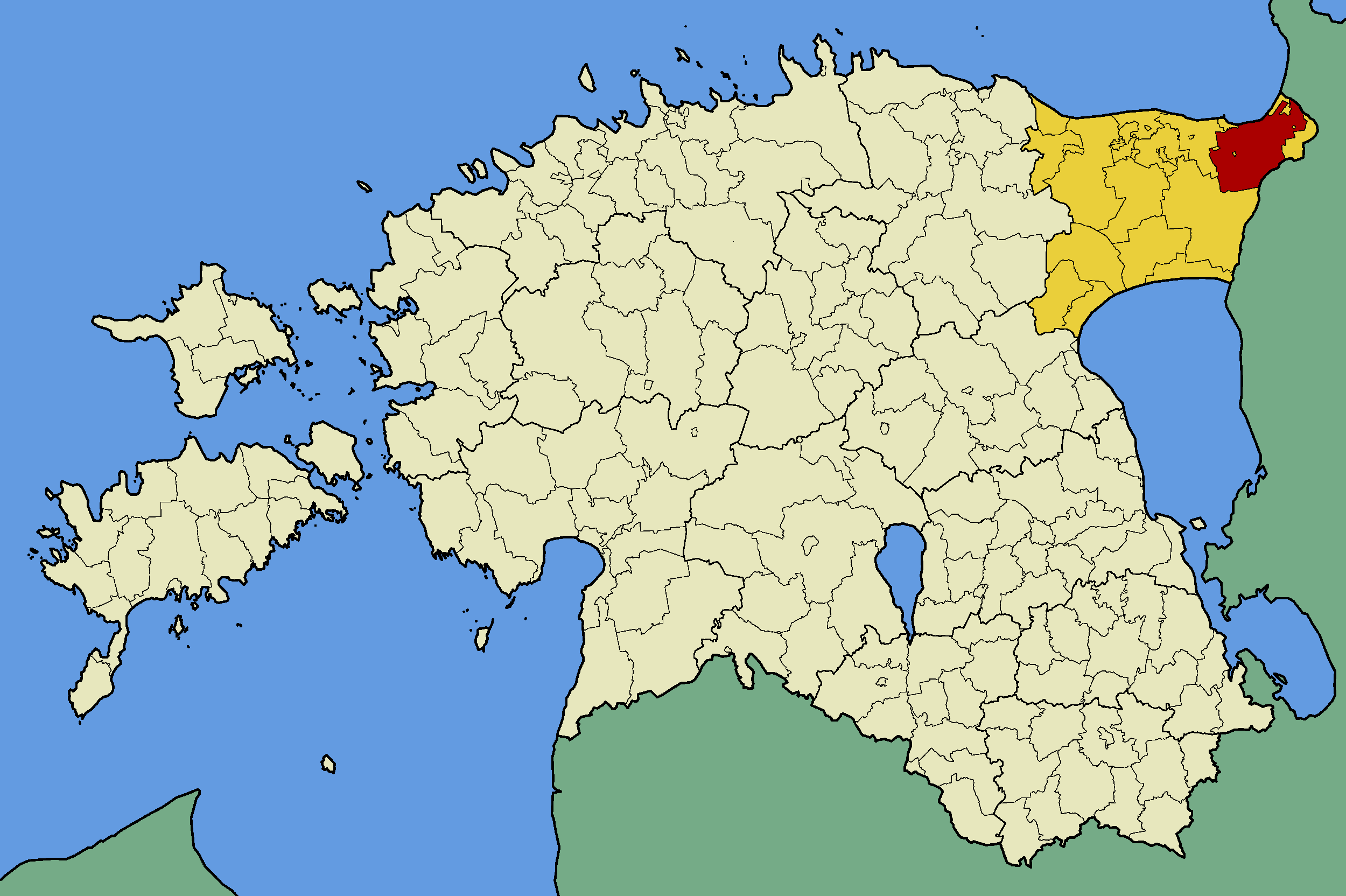
Commune de Vaivara (rouge)
dans le Virumaa oriental (jaune).

## Composition
La commune de Vaivara comprend 2 bourgs et 18 villages:

### Bourgs
Olgina, Sinimäe.

### Villages
Arumäe, Auvere, Hiiemetsa, Hundinurga, Laagna, Kudruküla, Meriküla, Mustanina, Peeterristi, Perjatsi, Pimestiku, Puhkova, Soldina, Sõtke, Tõrvajõe, Udria, Vaivara, Vodava.